# Lijst van voetbalinterlands Botswana - Togo
Deze lijst van voetbalinterlands is een overzicht van alle officiële voetbalwedstrijden tussen de nationale teams van Botswana en Togo. De landen hebben tot op heden twee keer tegen elkaar gespeeld. De eerste ontmoeting was een kwalificatiewedstrijd voor de Afrika Cup 2012 op 4 september 2010 in Gaborone. Het laatste duel, de returnwedstrijd in dezelfde kwalificatiereeks, werd gespeeld in Lomé op 4 september 2011.

## Wedstrijden
| № | Plaats   | Datum            | Competitie                   | Wedstrijd       | Uitslag |
| - | -------- | ---------------- | ---------------------------- | --------------- | ------- |
| 1 | Gaborone | 4 september 2010 | Afrika Cup 2012 kwalificatie | Botswana − Togo | 2 − 1   |
| 2 | Lomé     | 4 september 2011 | Afrika Cup 2012 kwalificatie | Togo − Botswana | 1 − 0   |

## Samenvatting
| Competitie              | Totaal gespeeld | Winst Botswana | Gelijk | Winst Togo | Doelsaldo Botswana – Togo |
| ----------------------- | --------------- | -------------- | ------ | ---------- | ------------------------- |
| Afrika Cup-kwalificatie | 2               | 1              | 0      | 1          | 2 − 2                     |
| Totaal                  | 2               | 1              | 0      | 1          | 2 − 2                     |

Wedstrijden bepaald door strafschoppen worden, in lijn met de FIFA, als een gelijkspel gerekend.